# Aérodrome de Queen Charlotte City
L'aérodrome de Queen Charlotte City est un aérodrome situé en Colombie-Britannique, au Canada.